# 相撲絵
相撲絵（すもうえ）とは、江戸時代から明治時代末期にかけて描かれた浮世絵の様式のひとつ。

## 概要
人気力士の土俵上での取組み、またその日常生活などを描いたものを指す。後には力士たちの宴会の図や稽古場風景などが描かれるようになった。寛永年間（1624年-1644年）から墨摺による相撲絵が描かれ、明和安永のころには勧進相撲が盛んとなり、力士の事業化が進んだ。また、勧進の名目が形骸化されてゆくに従い、興行の場所と時期が次第に固定化、天明頃には本所回向院で開催されることが多くなり、安永から幕末までは春と冬の2回に、晴天10日ということが固定化されていった。初期の浮世絵界では鳥居派を中心に役者絵と同様の瓢箪足蚯蚓描きと言う手法を用いて力強い筋肉を強調した描写の相撲絵が多数描かれている。しかし、体型や容貌の個人差の描き分けはされておらず、その姿態も両手を上に上げ、両足を踏ん張った状態という類型的なものが大半であった。
錦絵が創始されて以降は釈迦嶽雲右衛門を描いた一筆斎文調と礒田湖龍斎の作品が最初のものとされている。天明から寛政（1781年-1801年）にかけては勝川春章、勝川春英ら勝川派及び写楽、十返舎一九、文化年間以降には勝川春亭ら、そして幕末期には歌川国貞（三代目歌川豊国）、歌川国芳、歌川芳虎らといった歌川派の人気絵師たちが、相撲絵を多く描いている。江戸時代における相撲の黄金期である天明-寛政期には、横綱の免許を得た小野川喜三郎や谷風梶之助といった大力士が輩出し、それら力士たちの姿も描かれた。また、写楽による怪童大童山文五郎の土俵入りを描いた作品も注目される。この大童山は寛政6年時点で僅か7歳にして、身長3尺7寸5分、体重19貫あまりという巨体を有しており、その取組みよりも土俵入りの姿が見世物的に人気を呼んでいた。相撲絵は明治30年代、40年代に玉波らが描いており、浮世絵の最終期までにかなりの作品を見ることができるが、これも江戸最後の版元の一つといえる5代目松木平吉自身が大の相撲好きであったことと無縁ではなかったといわれる。
相撲絵も数多く描かれるうちにその描写自体には新しい味が加わる訳でもなく、今日風に見れば興の薄い作品が多いが、錦絵3枚続の内に土俵上での力士の取組みの真っ最中を捉え、行司まで似顔絵で描いた形式のものは土俵際の臨場感がそのまま伝わってくるようである。

## ギャラリー

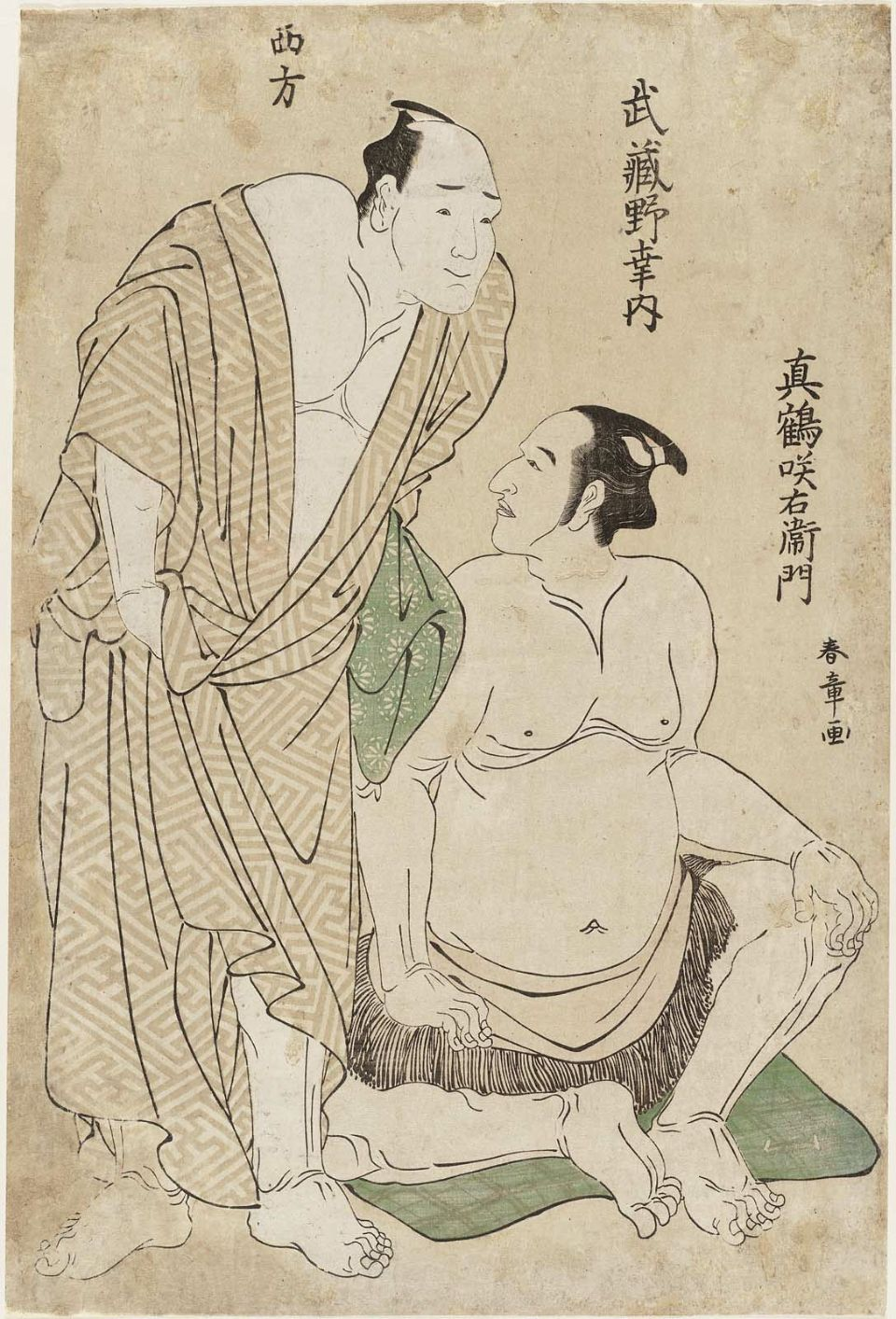
武蔵野幸内と真鶴咲右衛門。勝川春章画。
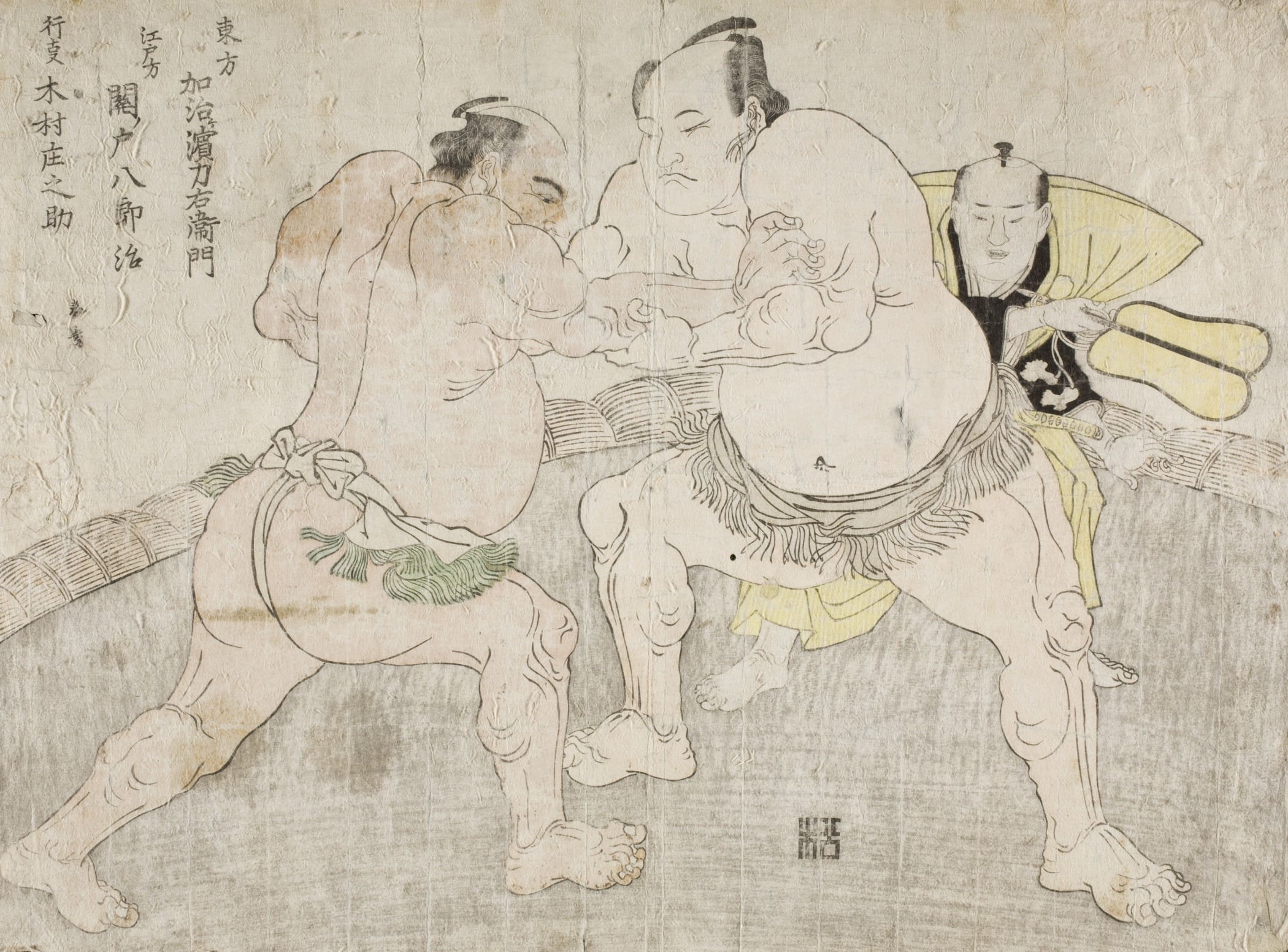
加治濱力右衛門と関戸八郎治の取組。春章画。
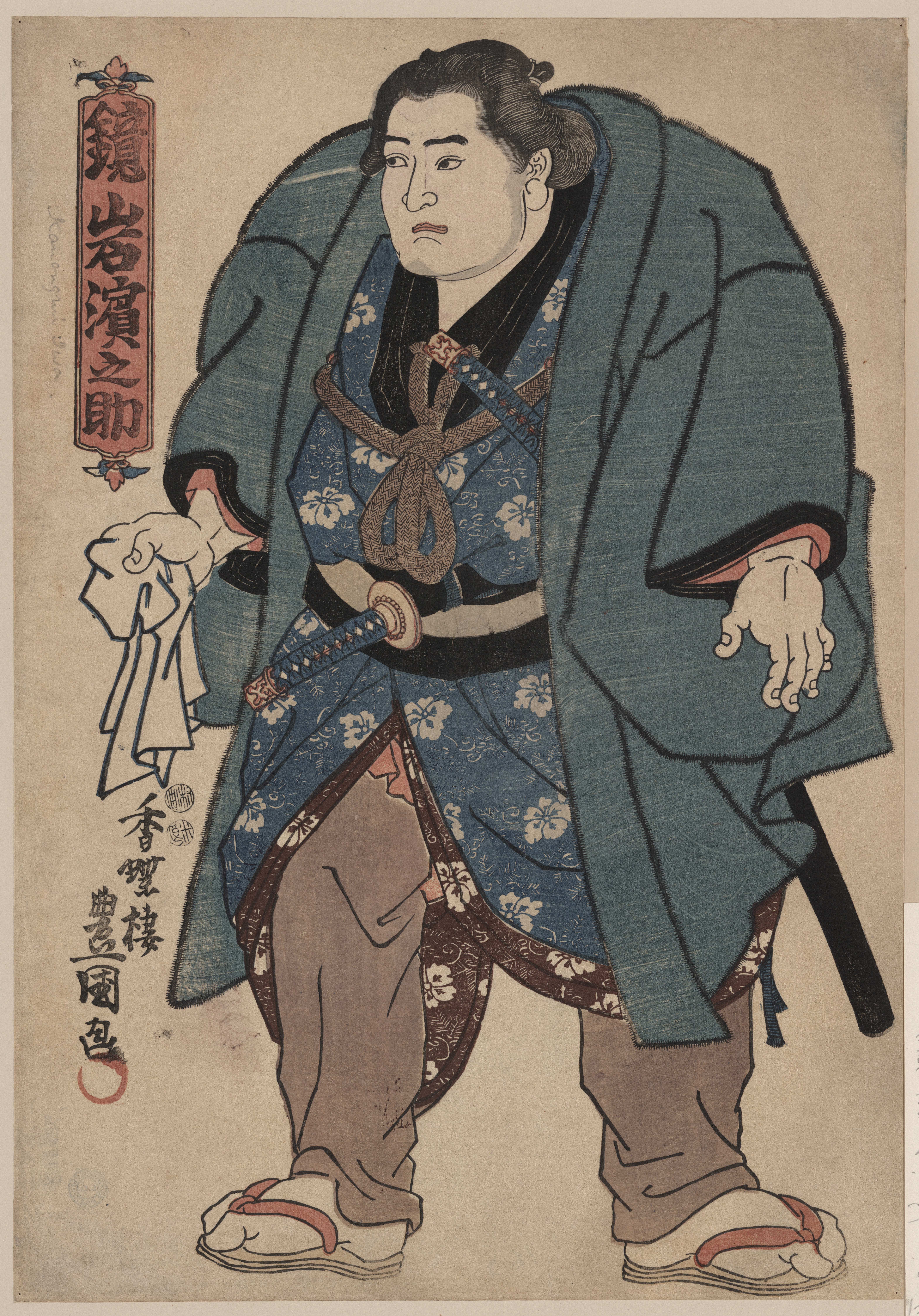
「鏡岩浜之助」　三代目豊国（国貞）画。
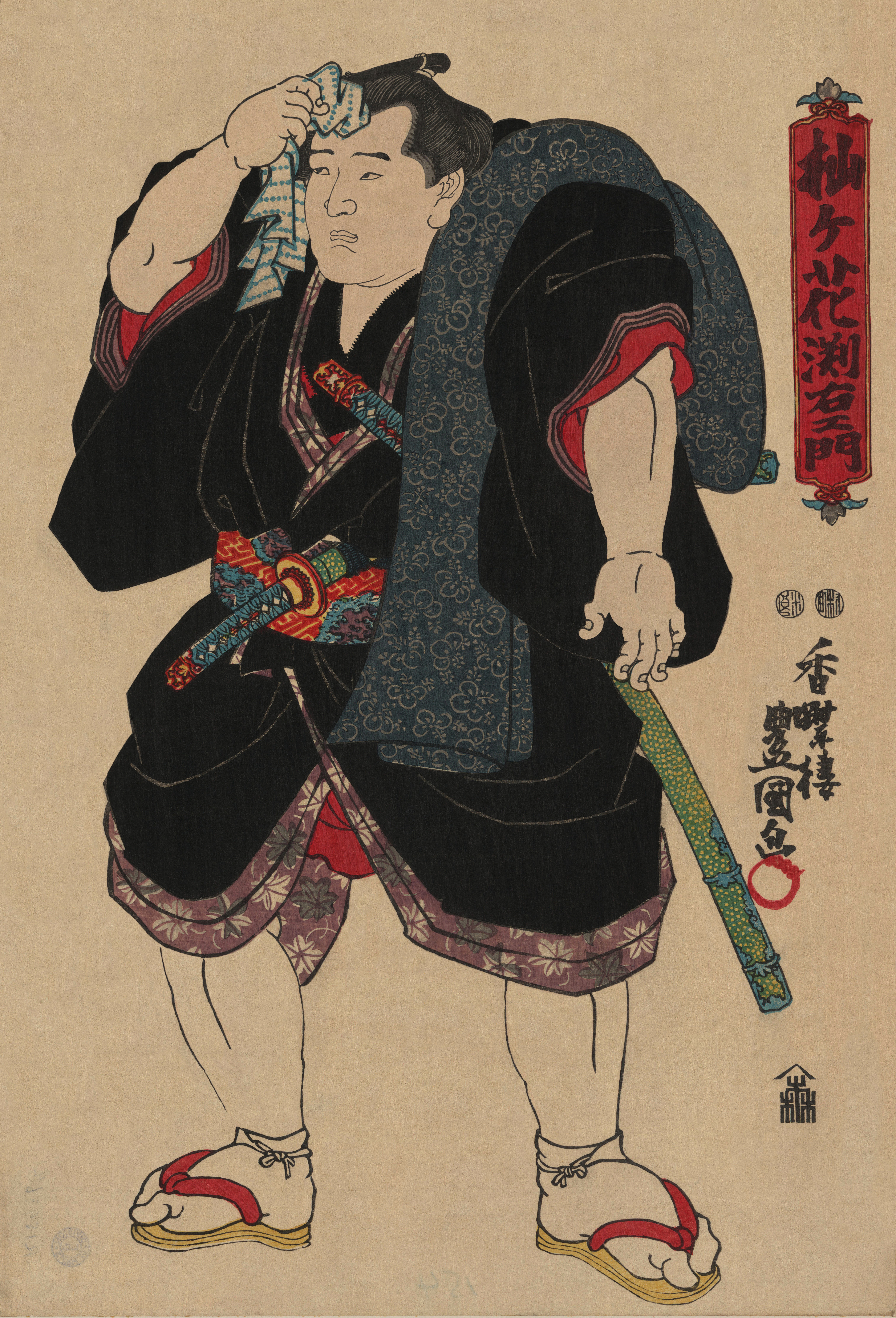
「杣ヶ花渕右衛門」　三代目豊国（国貞）画。
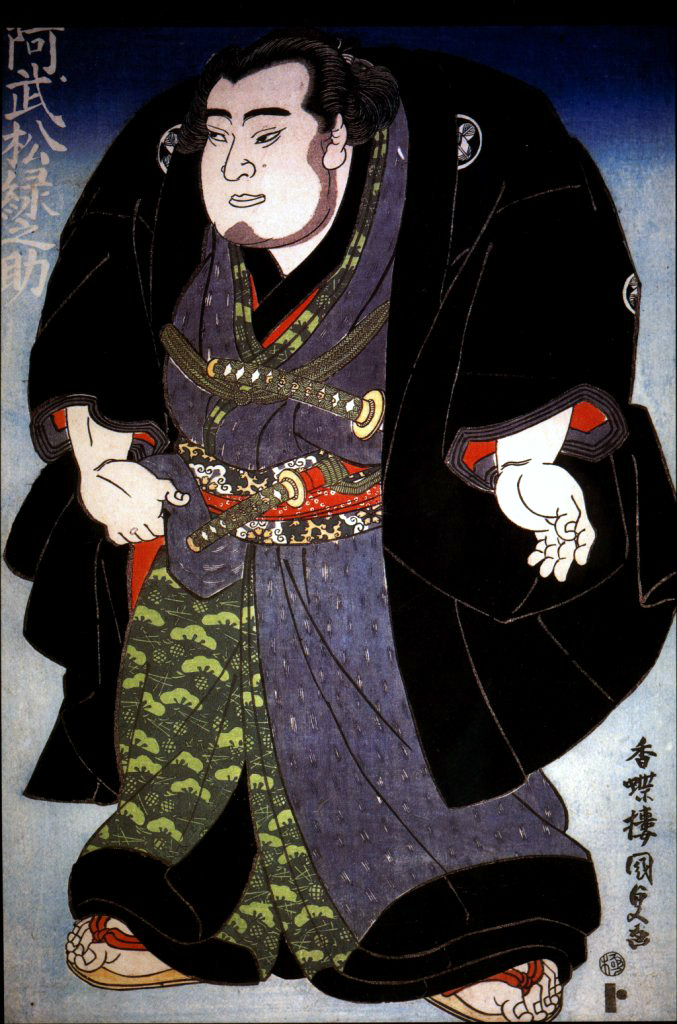
「阿武松緑之助」　国貞画。
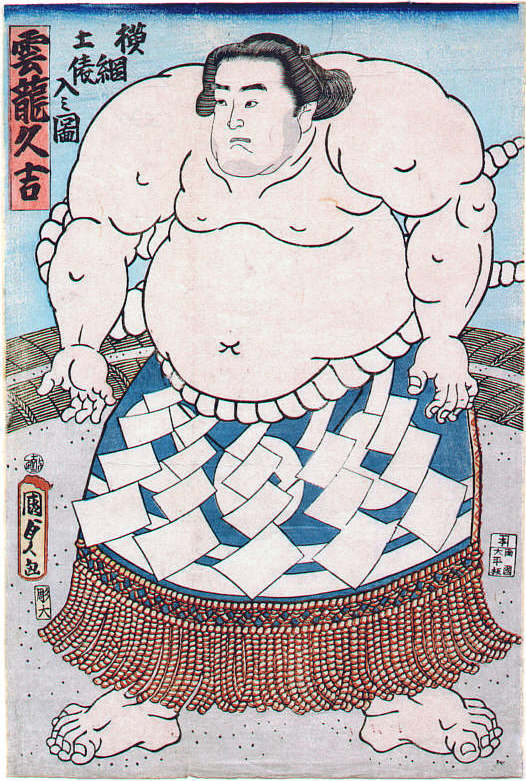
「雲龍久吉」　二代目国貞画。
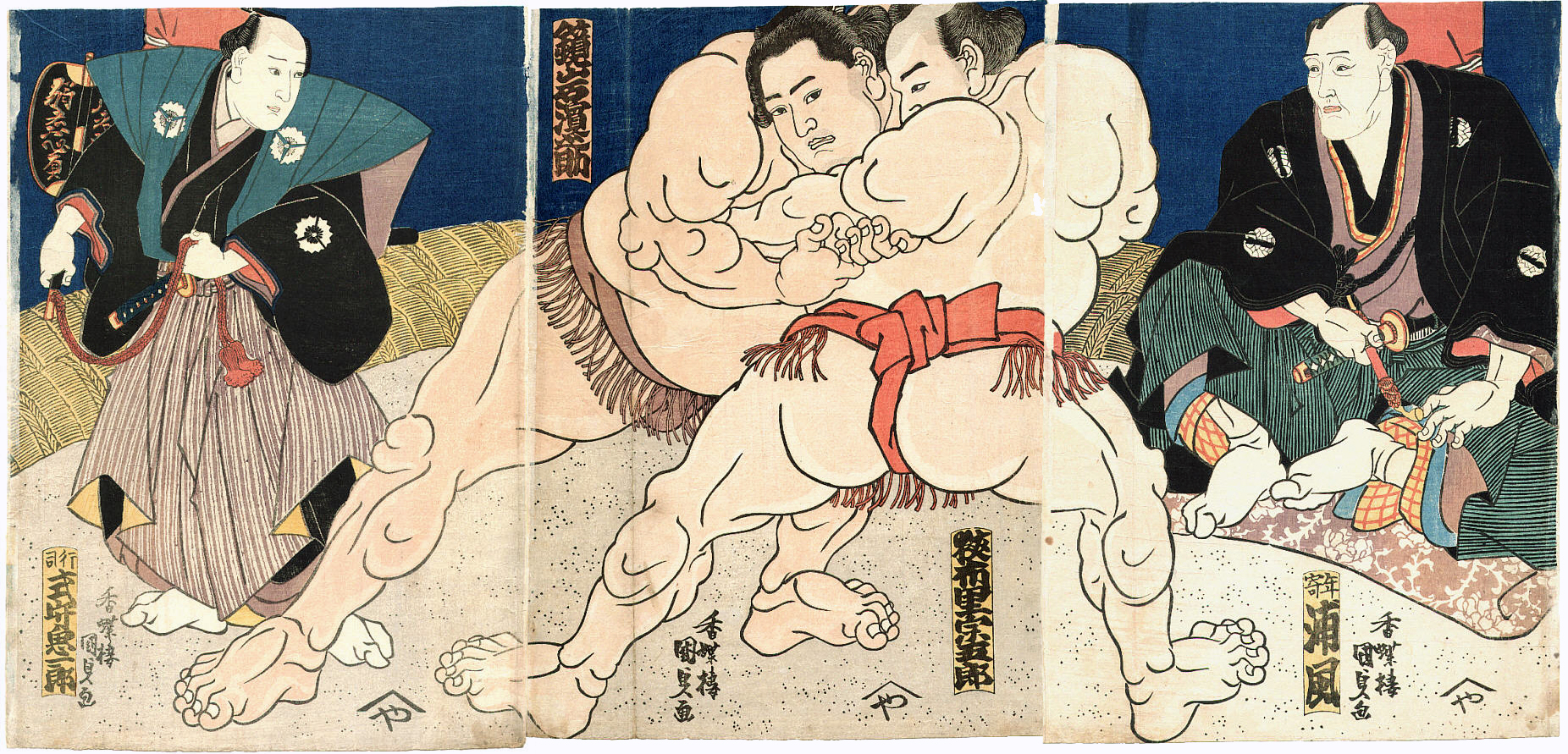
鏡岩浜之助と狭布里宗五郎の取組。国貞画。
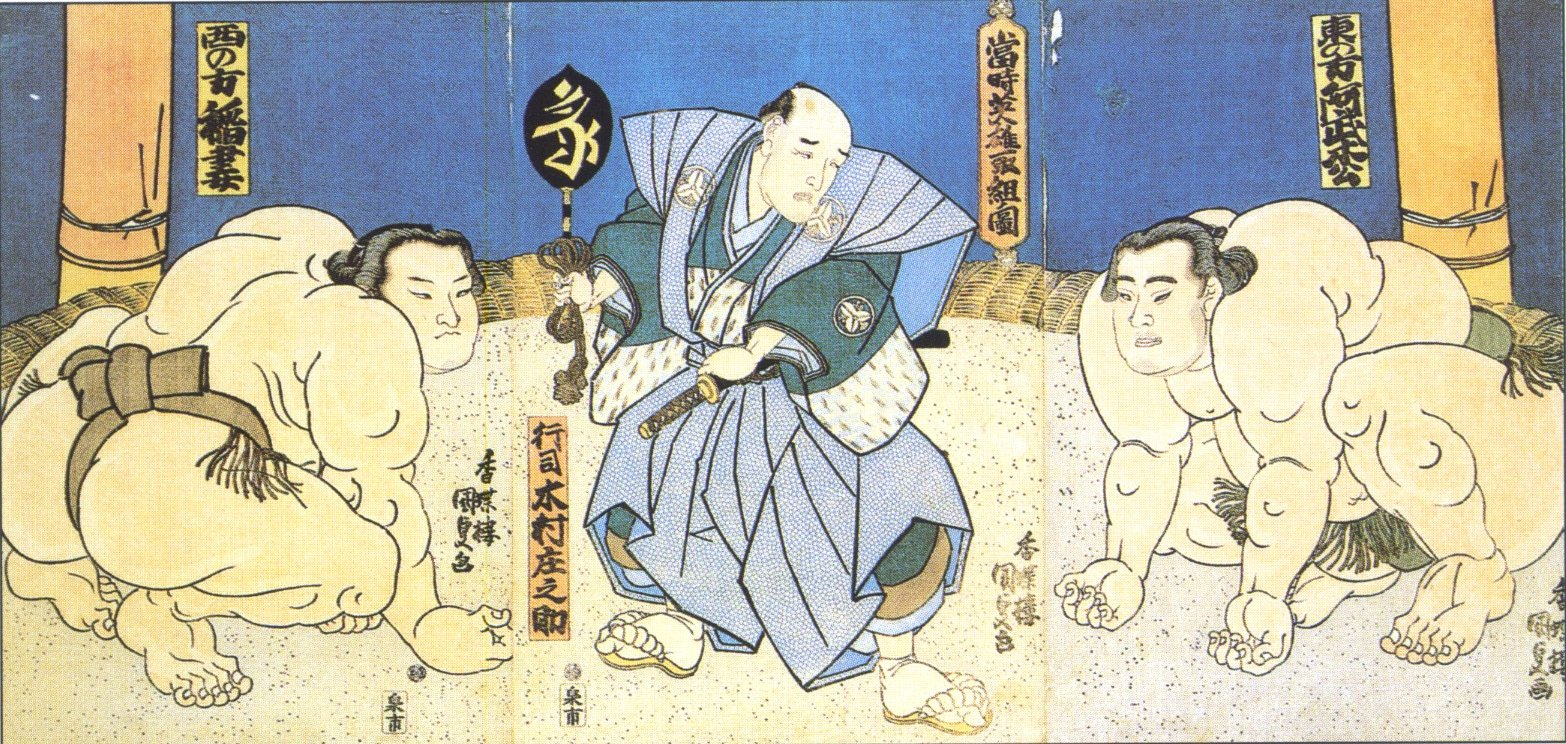
阿武松と稲妻の取組。国貞画。
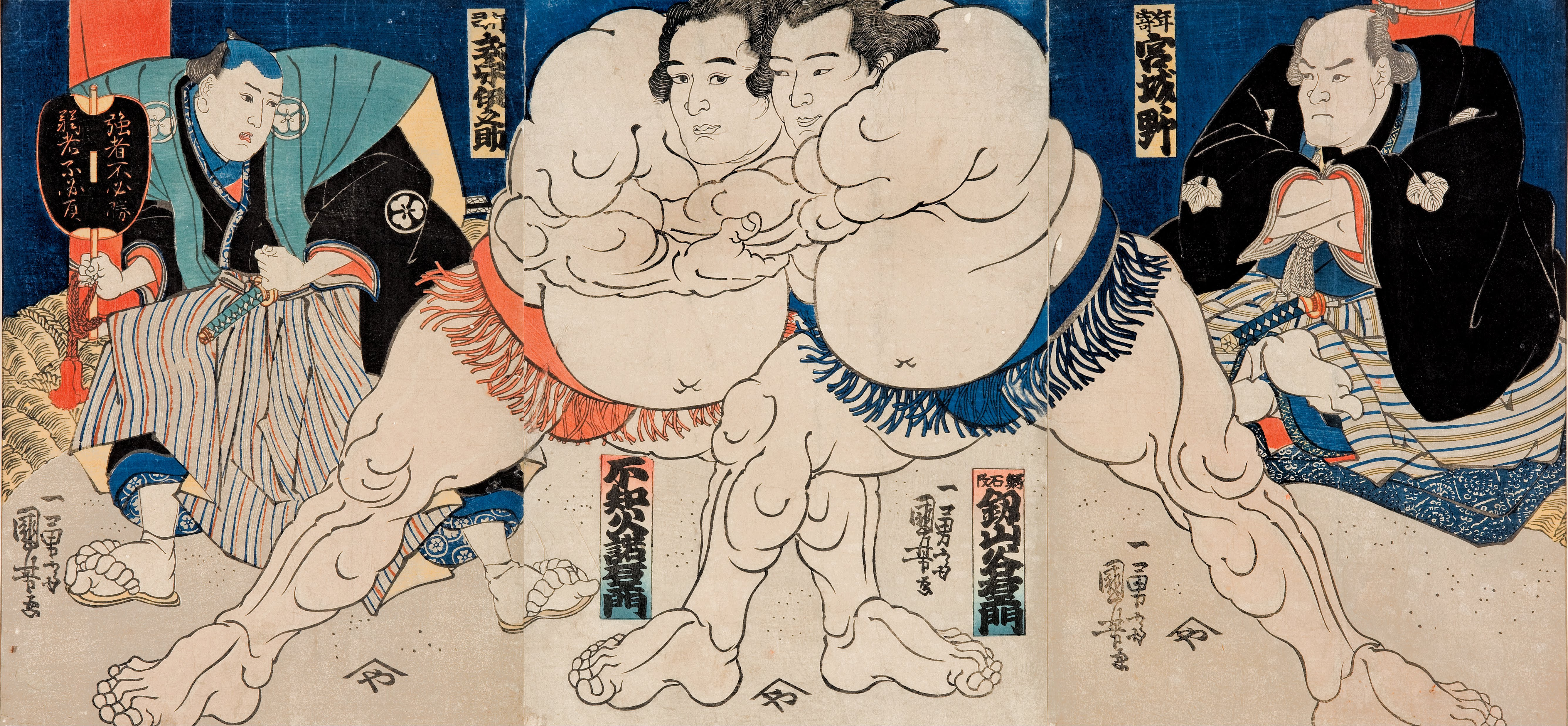
釼山谷右衛門と不知火諾右衛門の取組。歌川国芳画。
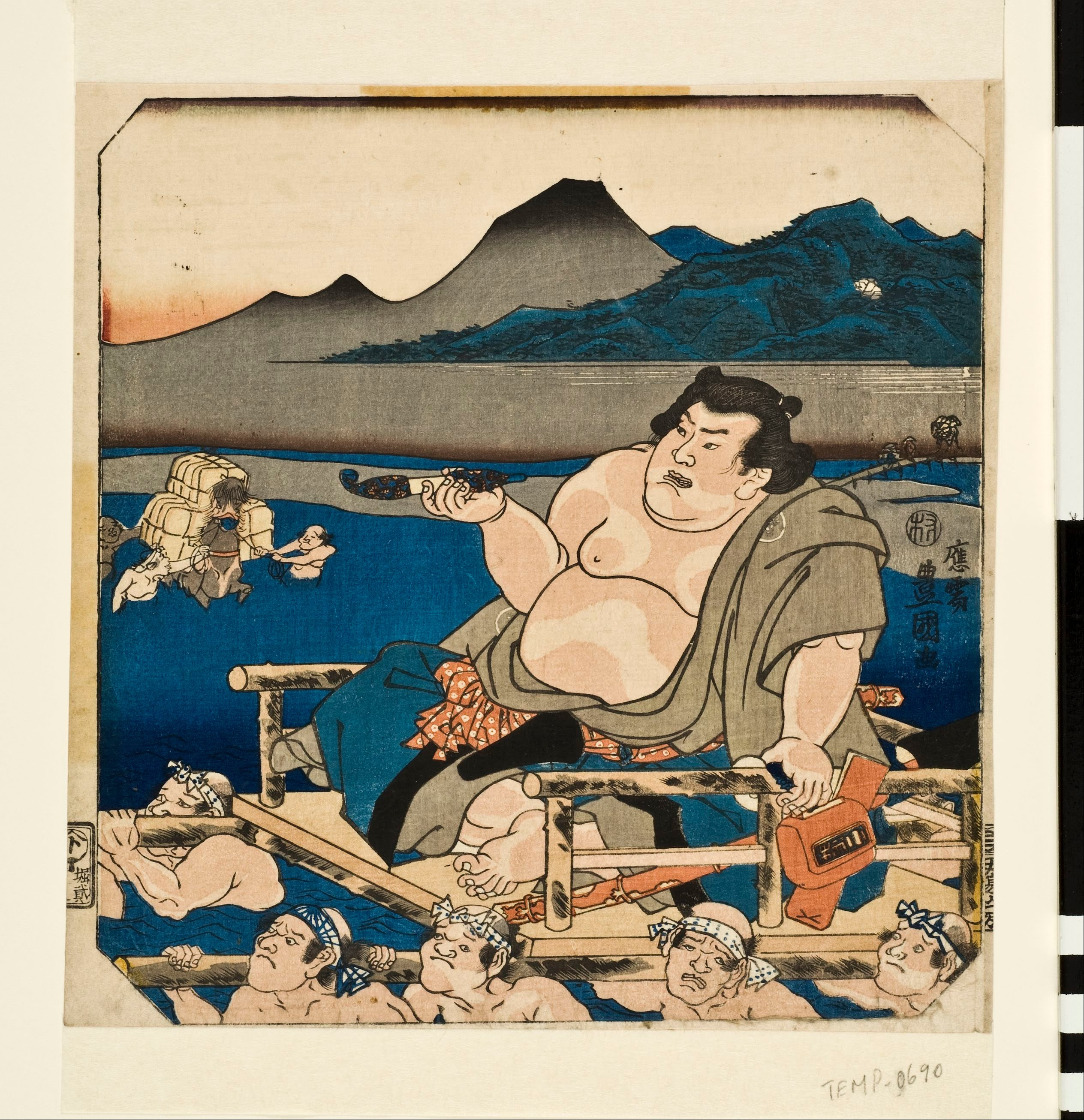
国貞画。